# 安田潤司
安田 潤司（やすだ じゅんじ、1962年 - ）は、日本の映画監督・映像作家である。

## 人物
パンクドキュメント映画 「ちょっとの雨ならがまん」で'83年映画監督デビュー、以後映画・音楽PV・TV番組・CMなどを監督・撮影・プロデューサー・映画配給、また「ショーイチ」「伝説の雀鬼」(神田たけ志画)など漫画原作、「バンクス青の時代」「牌の音に還る」「スピリチュアルグリーン」「シーソーの真ん中に立つ方法」などの文筆業、インターネットの動画配信、各種メディアコンテンツの広告宣伝、ライブイベントのプロデュースなどをしている。安田映像研究所を主催。

## 来歴
- 1962年山口県岩国市生まれ、横浜市出身。
- 1982年 横浜放送映画専門学院(のちの日本映画学校/日本映画大学)入学。
- 1983年、卒業制作で当時のパンクインディーズ・シーンを撮ったドキュメント・パンクムービー「ちょっとの雨ならがまん」(出演/町田町蔵/G.I.S.M./ラフィンノーズ/石井聰互ほか)を監督・撮影。「ちょっとの雨ならがまん」は池袋文芸座ほか、全国のロードショーで50000人以上を動員し話題となる。
- 1984年7月池袋文芸座で、安田の「ちょっとの雨ならがまん」と「爆裂都市」(石井聰互)、「闇のカーニバル(山本政志)」、「ノットサティスファイド(太田達也)」などの作品を集めたオールナイトイベント「オールナイト・フィルムGIG」で、入場人員を大きく超えたパンクスやファンが集まり、急遽併設されている映画館を開き、交互にフィルムを廻し上映した。このイベントはその年の文芸座の動員記録を作り話題になる。更に同8月文芸座ル・ピリエで「パンクス青の時代」「GISM」など安田の五本の新作ショートムビーと、「アジアの逆襲(石井聰互)」、「闇のカーニバル(山本政志)」、「無防備教室(諸沢利彦)」、「ノットサティスファイド(太田達也)」、「カスッカスッ(M大坪 / 大坪草次郎)」、「カンカンランラン(塚本雪介)」などを5日間上映した「PUNKS 5DAYS」をプロデュース。
- 同年、映像監督大坪草次郎と音楽映画・映像レーベルP.P.P.projectを設立。
- 1985年伝説のハードコアバンドG.I.S.M.のライブビデオ「Performance」を自らのレーベルP.P.P.projectから発売。以後、G.I.S.M.の映像を次々に発表。1995年に発売された「Gay Individual Social Mean - Subj & Egos, chopped」は日本のみならず世界中で評価されコレクターの間では伝説のビデオになっている。「ギターリスト・ランディー内田の死によりG.I.S.M.は永久凍結(事実上解散)するが、このラストライブが収録されたビデオ「+R, Regicide Reverberation （2002年）」は、オンエアー・ウエストと新宿アンティノックという1日2会場でのライブが2本組みで発売された。中でも新宿アンティノックでのラストライブは、安田が撮影しているたった一台のカメラ映像のみのワンライブ・1カメラで収録されている。
- 1994年、初の長編映画「ファー・イースト・ベイビーズ」を監督。ぴあフィルムフェスティバルの招待作品としてシャンテ日比谷で初公開。その後、吉祥寺バウスシアターでロードショーされた。スイマーズ、頭脳警察のパンタ、トシ、G.I.S.M.のSAKEVI、飴屋法水という知る人ぞ知るキャスト陣が出演。
- 1992年安田が脚本・美術監督を務めたがあまりのカルトさにお蔵入りが決定した映画「LOW DEEN」(監督:ミヤザキマサヤ/出演:スイマーズ/ポール牧/山本リンダ)を1996年に安田がプロデューサーとしてミヤザキマサヤと再編集して仕上げ、ピアフィルムフェスティバル招待作品としてシャンテ日比谷などで上映。
- 1998年、TVK系列民放でオンエアーされた「トーキョー#リミックス」(総監督:諸沢利彦/全12話)で、6話を監督し、残りの6話をカメラマンで参加。7人の若者たちを追いかけたドキュメンタリー形式で始まった番組がいつしかフィクションとドキュメントの狭間を行き来し、最後には総監督である諸沢利彦にスタッフ・キャストが共鳴し東京のリアルを描いた作品。
- 監督デビュー以降、メジャー・インディーズを問わず、数々のライブ・プロモーションビデオを監督する傍ら、Vシネマ、オンエアーなどに演出、撮影、美術監督、脚本などあらゆるパートで参加。NHK衛星の音楽番組「TOKYO DEEP」メインパーソナリティー/DJ KRUSH、マンディ満ちる)を監督。ロンドン・ニューヨーク・インドネシア・カナダ・オランダ・ベルギー・ドイツ・オーストリア・アフリカなど世界30カ国に精力的に渡り、あらゆるジャンルを撮影、監督。
- 1988年~雀鬼・桜井章一に師事、桜井の主催する雀鬼会に参加。のちに雀鬼会選手部長を2007年まで務め、ロングセラーVシネマ「雀鬼」シリーズ27本の闘牌指導、闘牌演出、監修補、脚本を担当。麻雀台本と呼ばれる麻雀シーンのカット割りの詳細が書かれた台本も全て作成。安田の作成した麻雀シーンは100局を超えている。また、「雀鬼」シリーズの裏技やツモ打などの麻雀シーンの手元のアップはほとんどが安田が吹き替えしている。
- 映像以外にも作家(文筆業)として数冊、漫画原作者として数十冊の本も出版。作家としても活動を続けている。
- 2003年に映像監督である諸沢利彦と映像制作会社「有限会社ZERO-SAN(ゼロサン)」を設立(2006年退社)。
- 2010年より人気音楽サイトkampsiteにプロデューサーとして参加。2011年12月26日から12月31日まで下北沢CAVE BEにて一週間ライブとUSTREAMでメッセージを発信するイベント「シフト2012」をプロデュース。遠藤ミチロウ、BAKI(GASTUNK)、ヒロフミ(Eins:vier)、堤晋一(ビバッチェ)、WANIMA、GRIM SPANKYなどが参加し一週間連続の生配信で約20万人もの視聴者をカウントした。

- 2012年3月11日自らが主催する映像と音楽の放送局GAID.tv(ガイド)を設立。3.11に沖縄よりUA、三宅洋平、フライングダッチマンなどが出演した「ティダノワ」、東京CAVE-BEより「元気力発電しよ」、福島よりHINATABOCCOの三ヶ所同時生中継を行った。これまでUSTREAMでライブ中継したバンド数は500以上、1人で4台のカメラを使ったDJスタイルのライブ中継もしている。
- 2014年以降、鹿児島県志布志市をはじめとする地方自治体のPR動画を多数制作、同時にWEBやSNSメディアを利用した自主メディアの設立等をプロデュース。廃屋をリフォームしたスタジオ「多機能型有機実験室S.O.L.」を志布志市に設立し地元クリエーターと映像・イベントなどで実験的なプロジェクトを定期的に開催している。
- 2018年、ハードコアパンク黎明期を記録したデビュー映画「ちょっとの雨ならがまん」（1984年）と長編デビュー作「ファー・イースト・ベイビーズ」（1994年）が新宿K'sシネマをはじめとする全国の映画館で公開され1年間のロングランとなる。同時にポストパンクムービー「オーラ・オーロラ(大坪草次郎 監督 / 出演 あぶらだこ、アレルギー、マダムエドワルダ、サディサッズ)」の公開をプロデュース、新宿K'sシネマで全日SOLD OUTとなる(安田主催のP.P.P.projectとシルバーゼラチンが配給)。
- 同年8月9日人気配信メディアDOMMUNEにて特別番組『JAPANESE HARD CORE PUNK MOVIE / 安田潤司の世界』が配信され話題となる。番組は3部構成となっており、ナビゲーターは宇川直宏、ゲストは第1部ではISHIYA（FORWARD、DEATH SIDE）、第2部では諸沢利彦(映画監督)、大坪草次郎（P.P.P.project）、宙也(アレルギー)、石川成俊、棚橋ナッツ、吉田昌司（シルバーゼラチン）第3部ではツトム（経血 / 悲観レーベル）、Kite（サリドマイド / ホルマリンレコード）。
- 2018年9月11日、G.I.S.M.の未公開映像のみを編集した映画「烈波壊虐音群突入911」(60分)を立川シネマシティで1日限定上映。チケットは即日完売となる。
- 2019年、安田映像研究所を設立。ken yokoyamaにして「もっとも血の通ったフェス」と言わせた鹿児島WALK INN FES!に参加。2020年のコロナ緊急事態宣言下ではWALK INN TV!より30本の無観客ライブを配信。
- 2022年、WALK INN FES!を舞台にした映画「素晴らしき日々も狼狽える」(111分)を完成。出演に横山健(Hi-STANDERD)、TOSHI-LOW(BRAHMAN)、the band apart、OAU、フラワーカンパニーズ、HUSKINGBEE、MOROHA、突然少年、bacho、怒髪天 GFREAKFACTORY、ザ50回転ズ、SHIMA、locofrank、HAWAIIAN6、人性補欠、BACKSKiD、下水丸、その日暮し、Tonto、ARTSなど130を超えるバンドが出演。鹿児島天文館シネマパラダイスでの先行ロードショー後、東京、大阪、名古屋ほかで公開。
- 2024年新宿K's cinemaにて「ちょっとの雨ならがまん公開40周年 安田潤司の映像世界」[1]が開催され、「ちょっとの雨ならがまん」「素晴らしき日々も狼狽える」「ファー・イースト・ベイビーズ」「烈波壊虐音群突入911」「G.I.S.M. Subji & Egos,chopped」「オーラ・オーロラ」(大坪草次郎監督)が3週間に渡って上映され、宇川直宏(DOMMUNE)、宙也(アレルギー)、ZIN(マダムエドワルダ)、TATSU(GASTUNK)、佐藤幸雄(すきすきスウイッチ)、川上啓之(町田町蔵&人民オリンピックショー、swaraga)、モモリン(GAUZE)、HIKO(GAUZE)、相原裕美(映画監督)、諸沢利彦(映画監督)らがトークショーゲストとして登壇した。
- 2025年2月7日、「パンクス青の時代」~『ちょっとの雨ならがまん』1980年代パンクシーンの記憶と記録~ をDU BOOKS(ディスクユニオン)より出版。G.I.S.M.、GAUZEなど1980年代のジャパニーズハードコアパンクから現代までに関わった音楽、映像シーンを身近な視点で描いた自伝的エッセイ。当時のハードコアパンクの表に出なかった情報や著者の体験談が発売直後からSNSで話題となり、初版が売り切れ、同年3月3日に2刷、4月4日に3刷を増刷している。
- 「ゴッドハンド輝」の登場人物、安田潤司院長のモデルでもある。

## 作品リスト

### 映画・TV(監督・撮影)
- 「ちょっとの雨ならがまん」(8mm)出演／町田町蔵、G.I.S.M.、ラフィンノーズ、石井聰互、COMES、ZELDA(サヨコ)、GAUZE (バンド)、TRASH、CLAY、GASTANK、佐藤幸雄(すきすきスウィッチ)
- 「ギズム」（劇場公開映画8mm）
- 「Geotopism(主演/SAKEVI)」（劇場公開映画8mm）
- 「パンクス－青の時代」出演／G.I.S.M.、GAUZE (バンド)、エクスキュート他
- 「ファー・イースト・ベイビーズ」（劇場公開映画16mm）出演／飴屋法水、パンタ、トシ、SAKEVI(G.I.S.M.)、スイマーズ、ほか
- 「スーパーカミング」(撮影・美術)出演/ケラリーノ・サンドロヴィッチ/田口トモロヲ/大槻ケンヂ他
- 「雀鬼流」「雀鬼流DVDvol.1-vol.8」出演／桜井章一、雀鬼会
- 「バクの群れたち」（NHK・BSドラマ）
- 「バカなフィニッシュにうってつけの日」（NHK・BSドラマ）
- 「アフリカ53番目の国」（NHK・BSドキュメンタリー）
- 「TOKYO DEEP」（NHK・BS音楽番組レギュラー放送）
- 「トーキョー＃リミックス」（TVK系列民放レギュラードラマ）
- 「BOA」(NHK ON AIR LIVE)
- 「ロンドン・ジャズフェスティバル」（NHK・BS音楽番組）
- 「東京百景 LIVE サエキケンゾウ/鈴木博文/伊藤ヨタロウ」（NHK・BS）
- 「RODE SIDE」諸沢俊彦監督(撮影)
- 「つながった世界」撮影（NHK衛星連続ドラマ）
- 「うさぎ」撮影（スカパー開局記念ドラマ）
- 「わたしの青空」撮影（スカパー開局記念ドラマ）
- 「凛坊島」撮影/美術（NHK衛星連続ドラマ）
- 「ハメたが勝ち /主演ダンカン」撮影（Vシネマ）
- 「INORAN / I'M HERE」(DVD)
- 「G.I.S.M.烈波壊虐音群突入911」(劇場公開映画2018年)
- 「INORAN~VISION~」(テレビ朝日)
- 「INORAN -TOKYO 5 NIGHTS- BACK TO THE ROCK’N ROLL」(テレビ朝日)
- 「INORAN / Perspective 10」(テレビ朝日 )
- 「素晴らしき日々も狼狽える」(劇場公開映画111分) 出演 / 横山健(Hi-STANDERD)、TOSHI-LOW(BRAHMAN)、the band apart、OAU、フラワーカンパニーズ、HUSKINGBEE、MOROHA、突然少年、bacho、怒髪天 GFREAKFACTORY、ザ50回転ズ、SHIMA、locofrank、HAWAIIAN6ほか130バンド。

ほか多数

### 音楽PV・DVD(監督)
- 「G.I.S.M.」Performance （1985年）
- 「G.I.S.M.」BOOTLEG 1986 （1986年）
- 「G.I.S.M.」Gay Individual Social Mean - Subj & Egos, chopped （1995年）
- 「G.I.S.M.」+R, Regicide Reverberation （2002年）
- 「DJ KRUSH」阿吽(DVD)/オンリー・ストロング・サバイブ
- 「頭脳警察 / 万物流転」PV/DVD
- 「土屋アンナ」DVD
- 「永瀬正敏/Film Session×4」DVD(co.director)
- 「glove/GET WILD」 PV
- 「LUNA SEA / SHADE 」PV(2011)
- 「INORAN / I'M HERE」モノローグ台本・編集
- 「イエロー・モンキー/ロマンティスト・ティスト」PV
- 「フラワーカンパニーズ」 LIVE Blu-ray『二十五年後 〜フラカンの日比谷野音 2022 と 1997〜』
- 「ハウンドドッグ」CM
- 「SOFT BALLET/HEAD/SKIN」Live DVDほか
- 「ボアダムズ」PV
- 「ウルトラビデ」ライブビデオ
- 「downy」PV、DVD
- 「メトロファルス」LIVE番組
- 「ザ・コレクターズ」TV特番
- 「オルケスタ・デラルス」PV
- 「THE PAN」DVD
- 「CLUB NO.6」PV
- 「ISLAND FOREST LOVE CHILD」HIROFUMI/DVD
- 「宙也暦」DVD
- 「ザ・クリエイター・オブ /偽神、HELTH」PV
- 「ブラッディ・イミテーション・ソサエティ」PV
- 「ピールアウト/ タッチ・アンド・ゴー、JET DESIRE」PV
- 「マルコシアスバンプ」PV
- 「FULL MONTY」PV
- 「UNSCANDAL」PV
- 「コンコンジャンプ」PV
- 「PET」PV
- 「堤晋一(ビバッチェ)」PV
- 「忍者」DVD
- 「ダイアモンド☆ユカイ」ライブDVD
- 「FOT STAMP / 光射す道」PV
- 「藤井万利子/東京」PV
- 「大仁田厚/タフ」PV
- 「山田晃士/ひまわり」PV
- 「MINAMI NiNE / F、群青」PV
- 「HOCCO」PV
- 「ECCHU」PV
- 「THERMOSTAD /マグニフィードロック、SLOW DANCE」PV
- 「TEAM VERYS」PV
- 「SAY MY NAME.」PV
- 「THE ELEPHANT OF MUSIC」PV
- 「RED VACTERIA VACUUM」PV
- 「人性補欠/サヨナラにサヨナラ」PV
- 「みるきー#」PV
- 「ぷぷぷ」PV
- 「その日暮らし」PV
- 「突然少年 /火ヲ灯ス」PV
- 「Tonto」PV
- 「下水丸 /土の唄」PV
- 「the band apart / 夢の中だけで」PV
- 「SIX LOUNGE / Under The Cloud/ SPEED / IN FIGHT / 言葉にせずとも」 PV
- 「SMALL WORLDS / エヴァンゲリヲン第3新東京市/セイラームーンミニュチュアほか」PV

ほか多数

### 撮影・中継
- 「サザン・オール・スターズ」（ライブビデオ）
- 「クロマニヨンズ」PV
- 「glove」（ライブビデオ）
- 「バクチク」（ライブビデオ）
- 「LUNA SEA」（ライブビデオ）
- 「ラルクエンシェル」(ライブ)
- 「DRAGON ASH」(ライブ)
- 「YUI」(ライブ)
- 「アナーキー」(DVD)
- 「AA=」(DVD)
- 「チャコールフィルター」(PV)
- 「Pay money To my Pain」(LIVE)
- 「J」(“CRAZY CRAZY 3”)
- 「石橋凌」（ライブ）
- 「長渕剛」（ライブ）
- 「マッド・カプセル・マーケッツ」(PV)
- 「ストリートビーツ」(PV)
- 「フライングキッズ」(PV)
- 「電気グルーヴ／WIRE」（ライブ・オンエアー）
- 「泉谷しげる」(ライブ)
- 「藤沼伸一」(PV)
- 「レピッシュ」(PV)
- 「織田哲郎」(PV)
- 「WINO」(PV)
- 「スネイルランプ」(PV)
- 「19」(PV)
- 「N・M・A」(ライブDVD)
- 「ギターウルフ」(PV)
- 「オレンジ・レンジ」(NHK ON AIR LIVE)
- 「Eins:Vier」(PV.DVD)
- 「遠藤ミチロウ」(中継)
- 「HINATABOCCO」(中継)
- 「ASIAN KUNG-FU GENERATION」(中継)
- 「the band apart」(中継)
- 「Nothing's Carved In Stone」(中継)
- 「COMEBACK MY DAUGHTERS」(中継)
- 「another sunny day」(中継)
- 「MO'SOME TONEBENDER」(中継)
- 「HUSKING BEE」(中継)
- 「BLUE ENCOUNT」(中継)
- 「UA」(中継)
- 「三宅洋平」(中継)
- 「フライングダッチマン」(中継)
- 「サンボマスター」(中継)
- 「サカナクション」(中継)
- 「ウルフルケイスケ」(中継)
- 「七尾旅人」(中継)
- 「広沢タダシ」(中継)
- 「和田唱(TRICERATOPS」(中継)
- 「中島卓偉」(中継)
- 「風味堂」(中継)
- 「TTRE」(中継)
- 「タイナカ彩智」(中継)
- 「Neat's」(中継)
- 「勝井祐二＋SoRA」(中継)
- 「ENGU」(中継)
- 「CONCEPTION COMPLEX」(中継)
- 「ハイバナ」(中継)
- 「All the world is waiting for the sun」(中継)
- 「THEラブ人間」(中継)
- 「ジェット機」(LIVE)
- 「爆風銃」(中継)
- 「GLIM SPANKY」」(中継)
- 「ハンサム兄弟」(中継)
- 「忘れらんねえよ」(中継)
- 「WANIMA」(中継)
- 「BLUE ENCOUNT」(中継)
- 「ank」(中継)
- 「Ra:IN ( PATA、michiaki、Tetsu、DIE )」(中継)
- 「山本恭司 (BOWWOW)」(中継)
- 「TENSAW」(中継)
- 「NOTALIN'S (遠藤ミチロウ)」(中継)
- 「NUMB」(中継)
- 「 LOYAL TO THE GRAVE」(中継)
- 「CRYSTAL LAKE」(中継)
- 「FIGHT IT OUT」(中継)
- 「イヌガヨ」(中継)
- 「ミゾオチ」(中継)
- 「Palbo」PV
- 「MIX MARKET」(中継)
- 「高木フトシ」(中継)
- 「ヒグチアイ」(中継)
- 「PAN」(中継)
- 「WALK INN FES!」
- 「bacho」

ほか多数

### 執筆・漫画原作・ほか
- 「パンクス青の時代」~『ちょっとの雨ならがまん』1980年代パンクシーンの記憶と記録~ エッセイ本
- 「雀鬼・真雀鬼／全26本」（Vシネマ）監修補・脚本・闘牌指導
- 「スーパーカミング」（劇場公開映画）美術監督
- 「LOW DEEN」（劇場公開映画）脚本・美術監督
- 「東京百景」（小説／NHK出版）イラストレーション
- 「真説SHOICHI」（コミック・全7巻/神田たけ志画）原作
- 「伝説の雀鬼」(コミック・全3巻/神田たけ志画)原作
- 「牌の音」（近代麻雀ゴールド連載）原作
- 「無限」（コミック・全3巻 沖田龍児）原作
- 「東京最終回」（近代麻雀ゴールド連載）原作
- 「狂い咲き麻雀道!」(近代麻雀ゴールド連載/松橋犬輔・画)「海斗勇輝」名義で原作
- 「牌の音に還る」（近代麻雀ゴールド連載）エッセイ
- 「JANKI－RYU」(桜井章一共著)
- 「シーソーの真ん中に立つ方法」(桜井章一著)文章
- 「スピリチュアル・グリーン」(木津龍馬著)文章・構成ほか
- 「オーラ・スキャン」(木津龍馬著)文章・構成ほか
- 「COLER OF COLERS」(CD)VJ/プロデューサー

ほか